# Santa Rosa de Copán

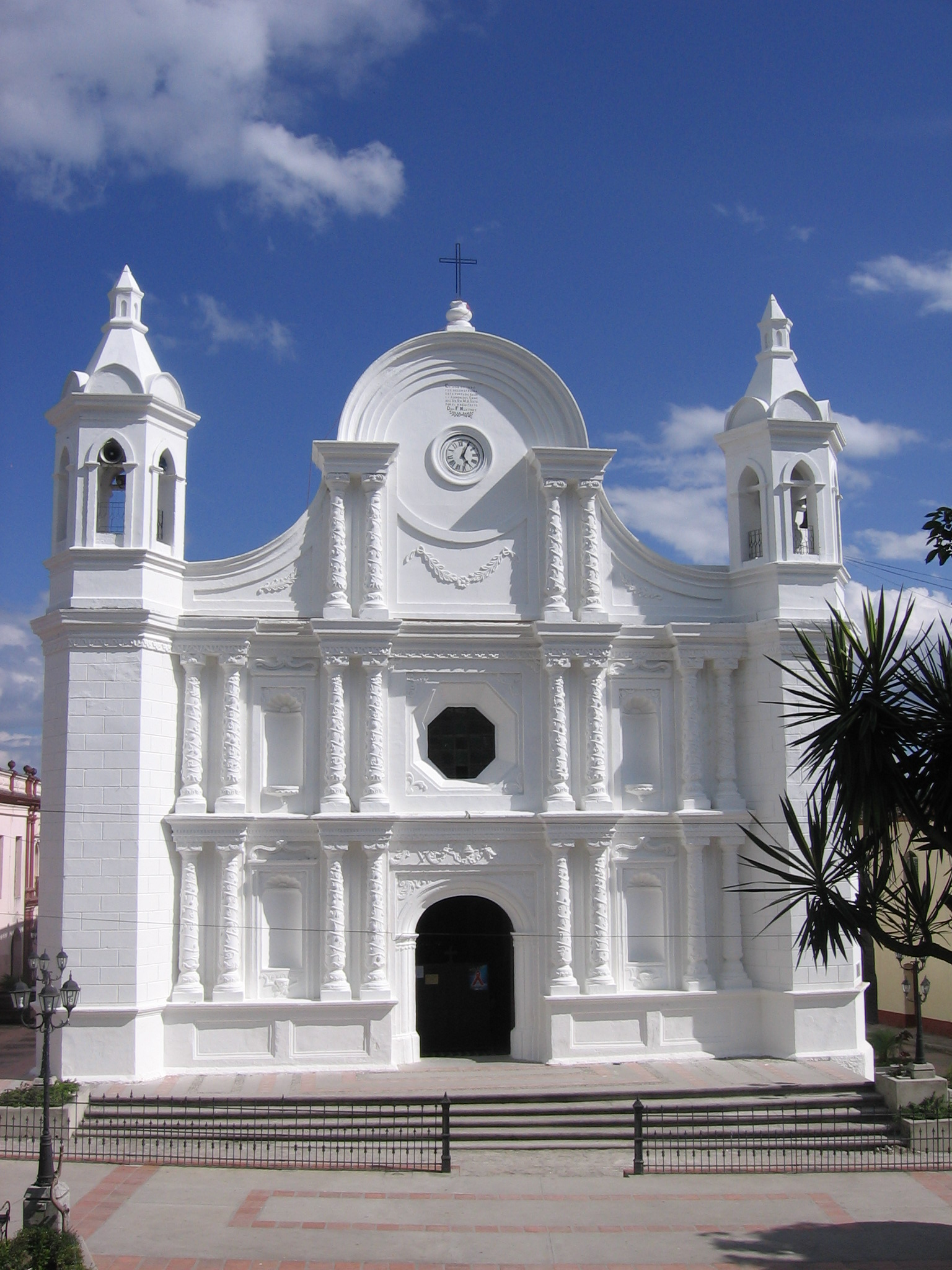
Igreja em Santa Rosa de Copán

Santa Rosa de Copán é uma cidade de Honduras e capital do departamento de Copán. Está localizada no sopé da serra do Merendón. Possui indústria de tabaco e açucareira.
Santa Rosa de Copán foi fundada durante o s. XVIII primeira chamada "Los Llanos". Em 1803 ele havia terminado de construir a catedral de Santa Rosa de Copán, mas não até que em 1812 foi concedido o título de cidade, assim, tornou-se renomeado como "Los Llanos de Santa Rosa", em honra da virgem padroeira Santa Rosa de Lima. Em 1823 ela foi nomeada para um outro título de "National Villa Santa Rosa" pelo Decreto nº 53 da Assembleia Nacional Constituinte das Províncias Unidas da América Central. Santa Rosa, foi sucessivamente a capital de Honduras, mas foi em 1862 e como presidente, a população nativa Don Victoriano Castellanos Cortes, quando a Assembleia Legislativa convocou nesta cidade, expediu o Decreto nº 3, de 7 de maio de 1862, em que o país seria nomeado como "República de Honduras", deixando chamado "Estado de Honduras". Então em 1869 recebeu o novo título de cidade e mudou seu nome para Santa Rosa de Copán.
A importância de Santa Rosa de Copán remonta a épocas coloniais espanholas esta cidade sempre foi considerada como um capitalista na Capitania Geral da Guatemala e do Município de Comayagua e em seu entorno é crescido, produziu e distribuiu um rapé de uma de alta qualidade através da Fábrica de Tabaco Real de Los Llanos fundada em 1795. Com o tempo, Santa Rosa cresceu e se diversificou suas atividades empresariais.

### Clima
O clima é caracterizado como subtropical úmido (do tipo Cfa/Cwa segundo Köppen), com invernos secos e chuvosos e verões chuvosos com temperaturas mais altas, sendo outono e primavera estações de transição. No entanto, devido à sua altitude, Santa Rosa de Copan experimenta condições de clima temperado.
| Dados climatológicos para Santa Rosa de Copan (1961–1990), extremos 1951–presente              | Dados climatológicos para Santa Rosa de Copan (1961–1990), extremos 1951–presente | Dados climatológicos para Santa Rosa de Copan (1961–1990), extremos 1951–presente | Dados climatológicos para Santa Rosa de Copan (1961–1990), extremos 1951–presente | Dados climatológicos para Santa Rosa de Copan (1961–1990), extremos 1951–presente | Dados climatológicos para Santa Rosa de Copan (1961–1990), extremos 1951–presente | Dados climatológicos para Santa Rosa de Copan (1961–1990), extremos 1951–presente | Dados climatológicos para Santa Rosa de Copan (1961–1990), extremos 1951–presente | Dados climatológicos para Santa Rosa de Copan (1961–1990), extremos 1951–presente | Dados climatológicos para Santa Rosa de Copan (1961–1990), extremos 1951–presente | Dados climatológicos para Santa Rosa de Copan (1961–1990), extremos 1951–presente | Dados climatológicos para Santa Rosa de Copan (1961–1990), extremos 1951–presente | Dados climatológicos para Santa Rosa de Copan (1961–1990), extremos 1951–presente | Dados climatológicos para Santa Rosa de Copan (1961–1990), extremos 1951–presente |
| Mês                                                                                            | Jan                                                                               | Fev                                                                               | Mar                                                                               | Abr                                                                               | Mai                                                                               | Jun                                                                               | Jul                                                                               | Ago                                                                               | Set                                                                               | Out                                                                               | Nov                                                                               | Dez                                                                               | Ano                                                                               |
| ---------------------------------------------------------------------------------------------- | --------------------------------------------------------------------------------- | --------------------------------------------------------------------------------- | --------------------------------------------------------------------------------- | --------------------------------------------------------------------------------- | --------------------------------------------------------------------------------- | --------------------------------------------------------------------------------- | --------------------------------------------------------------------------------- | --------------------------------------------------------------------------------- | --------------------------------------------------------------------------------- | --------------------------------------------------------------------------------- | --------------------------------------------------------------------------------- | --------------------------------------------------------------------------------- | --------------------------------------------------------------------------------- |
| Temperatura máxima recorde (°C)                                                                | 27,6                                                                              | 29,7                                                                              | 32,1                                                                              | 32,3                                                                              | 31,8                                                                              | 29,3                                                                              | 27,3                                                                              | 27,3                                                                              | 27,2                                                                              | 27,3                                                                              | 27,3                                                                              | 26,4                                                                              | 32,3                                                                              |
| Temperatura máxima média (°C)                                                                  | 22,0                                                                              | 23,2                                                                              | 26,5                                                                              | 28,1                                                                              | 28,1                                                                              | 26,6                                                                              | 25,8                                                                              | 25,5                                                                              | 24,5                                                                              | 23,8                                                                              | 22,9                                                                              | 22,5                                                                              | 25,1                                                                              |
| Temperatura média (°C)                                                                         | 17,5                                                                              | 18,0                                                                              | 20,4                                                                              | 21,5                                                                              | 21,9                                                                              | 21,5                                                                              | 21,0                                                                              | 21,0                                                                              | 20,0                                                                              | 19,1                                                                              | 18,0                                                                              | 16,3                                                                              | 19,4                                                                              |
| Temperatura mínima média (°C)                                                                  | 13,3                                                                              | 12,4                                                                              | 13,6                                                                              | 15,0                                                                              | 15,8                                                                              | 17,2                                                                              | 17,0                                                                              | 17,1                                                                              | 17,2                                                                              | 16,0                                                                              | 15,0                                                                              | 13,0                                                                              | 14,7                                                                              |
| Temperatura mínima recorde (°C)                                                                | 4,5                                                                               | 7,2                                                                               | 4,3                                                                               | 8,0                                                                               | 10,1                                                                              | 11,4                                                                              | 12,6                                                                              | 12,2                                                                              | 11,0                                                                              | 10,0                                                                              | 7,5                                                                               | 6,8                                                                               | 4,5                                                                               |
| Precipitação (mm)                                                                              | 40,3                                                                              | 24,7                                                                              | 23,9                                                                              | 42,9                                                                              | 143,5                                                                             | 158,7                                                                             | 182,3                                                                             | 188,5                                                                             | 177,2                                                                             | 108,9                                                                             | 79,9                                                                              | 68,0                                                                              |                                                                                   |
| Dias com precipitação                                                                          | 1                                                                                 | 1                                                                                 | 1                                                                                 | 2                                                                                 | 9                                                                                 | 12                                                                                | 9                                                                                 | 9                                                                                 | 13                                                                                | 10                                                                                | 4                                                                                 | 2                                                                                 | 73                                                                                |
| Umidade relativa (%)                                                                           | 71                                                                                | 66                                                                                | 62                                                                                | 60                                                                                | 67                                                                                | 75                                                                                | 74                                                                                | 73                                                                                | 76                                                                                | 78                                                                                | 77                                                                                | 75                                                                                | 71                                                                                |
| Insolação (h)                                                                                  | 220,8                                                                             | 229,4                                                                             | 268,5                                                                             | 242,8                                                                             | 216,3                                                                             | 171,7                                                                             | 192,5                                                                             | 204,8                                                                             | 183,4                                                                             | 200,4                                                                             | 199,2                                                                             | 212,2                                                                             | 2 542,0                                                                           |
| Fonte: NOAA                                                                                    |                                                                                   |                                                                                   |                                                                                   |                                                                                   |                                                                                   |                                                                                   |                                                                                   |                                                                                   |                                                                                   |                                                                                   |                                                                                   |                                                                                   |                                                                                   |
| Fonte 2: Deutscher Wetterdienst (umidade, 1951–1993) Meteo Climat (Máximas e mínimas recordes) |                                                                                   |                                                                                   |                                                                                   |                                                                                   |                                                                                   |                                                                                   |                                                                                   |                                                                                   |                                                                                   |                                                                                   |                                                                                   |                                                                                   |                                                                                   |